# Колесников, Григорий Яковлевич
Григорий Яковлевич Колесников (1914 — 31 июля 1938) — советский военнослужащий, красноармеец, танкист. Участник боев у озера Хасан 1938 года.
Герой Советского Союза (31 июля 1938, посмертно).

## Биография
Григорий Колесников родился в 1914 году в ныне не существующем посёлке Славянка (находился на территории современного Табунского района Алтайского края) в крестьянской семье. По национальности — русский. После окончания начальной школы и курсов трактористов работал в колхозе.
Был призван в ряды Красной Армии в 1935 году. В июле 1938 года, Колесников участвовал в боях в районе озера Хасан, в качестве заряжающего орудия танка 118-го стрелкового полка (40-я стрелковая дивизия, 1-я Приморская армия, Дальневосточный Краснознамённый фронт). красноармеец Григорий Колесников в одном из боёв участвовал в четырёх атаках.
31 июля 1938 года, на третий день боев, его танк был подбит. Экипаж боевой машины сражался до последнего, продолжая вести огонь по противнику и не покидая повреждённый танк. Тогда, озверевшие японские солдаты окружили советскую боевую машину, облили её бензином и подожгли. Весь экипаж сгорел заживо.
25 октября 1938 года, Указом Президиума Верховного Совета СССР за героизм и мужество, проявленные в боях с японскими милитаристами, красноармейцу Григорию Яковлевичу Колесникову было посмертно присвоено звание Героя Советского Союза. Этим же указом, высшая степень отличия СССР была присвоена и другим членам геройского экипажа — командиру танка Г. С. Корнев и механику-водителю К. И. Пушкарёву.

## Награды
- Герой Советского Союза (посмертно), с вручением ордена Ленина (31 июля 1938 года).